# Habitatge al carrer de la Generalitat, 13 (Alcanar)
L'Habitatge al carrer de la Generalitat, 13 és una obra d'Alcanar (Montsià) inclosa a l'Inventari del Patrimoni Arquitectònic de Catalunya.

## Descripció
Habitatge entre mitger que té planta baixa, entresòl, pis i golfes. Interessant perquè manté l'aparença de principis de segle, sense haver-se retocat posteriorment.
A la planta hi ha una porta gran corresponent a l'entrada i una altra de petita per a un magatzem. A la primera presenta un emmarcament de pedra i té a la llinda la data "1910", a més de les inicials "A.C."
A l'entresòl hi ha només una finestra, i al pis un balcó d'estructura de ferro semicircular, amb base de lloses i una finestra petita al costat.
A la part superior Correspon una finestra petita per a les golfes i tres arcades petites a manera de porxo al sector corresponent al terrat.
El mur es troba arrebossat i pintat de groc. Les obertures de l'entresòl, el pis i les golfes, presenten arcs rebaixats.

## Història
La casa veïna a aquesta té gravada la data de "1902" a la porta. Els balcons són també de ferro, però rectangulars; les manises de la base presenten una decoració força senzilla.
Tornant a l'edifici que ens ocupa, el 1991, es va remodelar la porta petita al costat de la qual s'ha fet una finestreta. L'arrebossat de tota la façana, també és nou, i augmenta el gruix de l'entresòl a les golfes.